# 825-й батальон
825-й батальон — подразделение в Легионе «Идель-Урал», входившего в состав вермахта и набранного из советских военнопленных преимущественно татарского происхождения. Из всех батальонов Легиона (с 825-го по 831-й) наиболее известен как почти в полном составе и с оружием в руках в 1943 г. перешедший на сторону белорусских партизан.

## Возникновение Легиона «Идель-Урал»
К осени 1941 г. стало ясно, что блицкриг Германии в войне против Советского Союза провалился. Было очевидным, что теперь война станет затяжной и во многом будет зависеть также и от людских резервов, в которых Германия уступала своим противникам. С другой стороны немцы в ходе летней кампании 1941 г. захватили огромное количество советских военнопленных, в том числе и тюркского происхождения. Ужасающие условия немецких концлагерей, агитация со стороны немцев, представителей Турции и эмигрантов, а также политика Сталина, согласно которой пленный красноармеец автоматически приравнивался к предателям и дезертирам, привела к тому, что некоторые советские военнопленные выбирали путь сотрудничества со врагом.
Немецкое командование сочло целесообразным сформировать из военнопленных подразделения на национальной основе. Непосредственное выделение тюркских военнопленных из общего числа пленных красноармейцев началось уже осенью-зимой 1941/1942 гг. Приказ ОКХ о создании Волго-Татарского Легиона «Идель-Урал» был подписан 15 августа 1942 года, а его формирование начались в Едлино (Польша) 21 августа 1942 года.
Прибывавшие из лагерей военнопленных будущие легионеры уже в подготовительных лагерях разбивались по ротам, взводам и отделениям и приступали к обучению, включавшему на первом этапе общефизическую и строевую подготовку, а также усвоение немецких команд и уставов. Строевые занятия проводились немецкими командирами рот с помощью переводчиков, а также командирами отделений и взводов из числа легионеров, прошедших двухнедельную подготовку на унтер-офицерских курсах. По завершении начального курса обучения новобранцы переводились в батальоны, где получали стандартное обмундирование, снаряжение и вооружение и переходили к тактической подготовке и изучению материальной части оружия.
Кроме 7 полевых батальонов, из военнопленных — уроженцев Поволжья и Урала — за время войны формировались строительные, железнодорожные, транспортные и прочие вспомогательные подразделения, обслуживавшие германскую армию, но не принимавшие непосредственного участия в боевых действиях. В их числе были 15 волго-татарских отдельных рот.

## Формирование 825-го батальона
Начал формироваться в октябре-ноябре 1942 г. в Едлино. В документе об образовании батальона (нем. Stammtafel) была сделана следующая запись:
Создан как Волго-татарский 825-й пехотный батальон в следующем составе: штаб, штабная рота, четыре роты. Номер полевой почты 42683А-Е. Находится в распоряжении командующего военным округом в генерал-губернаторстве. Войсковое подразделение. Запасное место расположения в Радоме (лагерь Едлино). Для немецкого персонала — гренадерский запасной батальон 304, Плауэн
Командиром батальона был назначен майор Цек. В сохранившихся документах не указано точное число легионеров, но его можно оценить в 900 человек.

## Личный состав батальона
Сохранился неполный список татарских легионеров, перешедших на сторону белорусских партизан. Вначале на месте стоянки партизанского отряда был найден список в 50 человек, ныне он хранится в Витебском областном музее. В дальнейшем этот список пополнялся из различных источников, и ныне он насчитывает 77 имён. В него входят в основном татары из Башкортостана и Татарстана.

## Операция «Шаровая молния». Отправка на Восточный фронт
К февралю 1943 г., когда немецкие войска были разгромлены под Сталинградом, германское командование готовилось к реваншу летом 1943 г. и решило навести порядок в своих тылах, поскольку деятельность партизан начала сказываться на снабжении фронта и отвлекала с него значительные силы. Был разработан план ликвидации партизанских отрядов в Белоруссии, который получил название «Шаровая молния» (нем. Kugelblitz). План предусматривал уничтожение окружённых в районе Витебска партизанских отрядов. Для этого выделялись силы в составе четырёх полков 201-й дивизии вермахта под командованием генерал-майора Якоби и генерал-майора фон Вартенбурга. Здесь же предполагалось использовать 825-й батальон. До этого немецкие войска, располагавшие артиллерией, танками и авиацией, уже добились заметного успеха в борьбе с партизанским движением.
Ещё в декабре 1942 года была выявлена действовавшая в Легионе подпольная группа, которая ставила целью разложение военнослужащих легиона для их дальнейшей борьбы против нацистов. Тем не менее, 13 февраля 1943 года 825-й батальон получил приказ погрузиться в железнодорожный эшелон и двигаться к Витебску. Перед отправкой на фронт легионеры получили немецкую форму и прошли церемонию принятия присяги. Им было объявлено о присвоении германского гражданства.
18 февраля батальон в составе почти тысячи человек с полным вооружением прибыл в Витебск, откуда походной колонной по Суражскому шоссе дошёл до деревни Гралево. В Гралево, расположенной в 12 километрах от Витебска, татары сменили казаков, действовавших против партизан. Легионеры 825 батальона расположились в деревнях Сеньково, Гралево и Сувары.

## Переход на сторону партизан
Партизанский отряд, действовавший в треугольнике Витебск—Сураж—Городок, насчитывал до 6 тысяч человек. Партизаны, окружённые группировкой в 28 тыс. немецких солдат, были поставлены в сложное положение. Уже 21 февраля представители легионеров, действуя по поручению подпольной организации в легионе, вышли на партизан. Партизанская связная Нина Буйниченко сообщила командирам партизанского отряда (командир — Бирюлин М. Ф., комиссар — Хабаров В. А., начальник штаба — Корнеев Л. П.), что с ней связался военврач батальона по фамилии Жуков (чуваш по национальности). Присланные по согласованию с командирами партизан татарские парламентёры заявили, что действуют от имени и по заданию подпольной организации, созданной ещё в Едлино, и готовы перейти на сторону партизан.
Опасаясь крупной провокации немцев и не зная в полной мере намерений легионеров, командование партизанского отряда поставило перед легионерами ряд условий. Опасения были вполне обоснованны: казаки, которых сменили татары, отличались особой жестокостью к местному населению; оказавшись среди плохо вооружённых партизан отлично оснащённый батальон легионеров в случае крупной провокации легко бы их перебил. Согласно принятой договорённости татары должны были уничтожить немецкие гарнизоны в деревнях Сеньково, Гралево и Сувары; затем начать переход к партизанам погарнизонно в определённой последовательности; после перехода к партизанам — сдать оружие и боеприпасы. Условия партизан были приняты, и парламентёры, оставив двоих заложников (Лутфуллин и Трубкин), вернулись в батальон.
Начало перехода было запланировано на полночь 22 февраля. По сигналу из трёх ракет легионеры должны были уничтожить штаб батальона, однако восстание было проведено с задержкой. От штабного шофёра немцам стало известно о намерениях легионеров, руководители подпольной организации (Жуков, Таджиев, Рахимов) были схвачены, отвезены в Витебск и расстреляны. Командир батальона майор Цек бежал. Тем не менее восстание началось. Оно было возглавлено командиром штабной роты Хусаином Мухамедовым, и в 22.00 легионеры, уничтожив штаб, организованно соединились с партизанами. С собой они привезли значительное количество оружия и боеприпасов на 26 подводах. Всего количество перешедших легионеров по немецким документам оценивается в 557 человек: перейти захотели не все легионеры; два взвода легионеров о переходе не были предупреждены — этого просто не успели сделать.

## Дальнейшая судьба легионеров
Татарские легионеры были разбиты на несколько групп, распределены между различными партизанскими бригадами и практически сразу приняли участие в боях против немцев. 28 февраля партизаны предприняли прорыв из немецкого окружения. Очень много татар погибло в боях в мае того же года. В дальнейшем татары активно сражались в рядах партизан. Поскольку полного доверия к себе они так и не получили, то их ставили на самые опасные участки боёв: прорывы вражеских оборонительных линий, прикрытие отступления. Не зная местности, одетые в немецкую форму легионеры чаще гибли в болотах, попадали под огонь соседних партизанских отрядов. Будучи ранеными и доставленными на Большую Землю, легионеры попадали в руки СМЕРШ. Часть легионеров в дальнейшем содержалась в особых лагерях МВД СССР, судьба же большинства осталась неизвестна.
Всего из более чем десяти тысяч легионеров «Идель-Урал» было официально реабилитировано не более двух десятков человек.

## Значение перехода легионеров на сторону партизан
Партизаны, получив значительное подкрепление в живой силе и вооружении, нанесли сильный удар по немцам, прорвав окружение. Ожесточённые бои продолжались ещё несколько дней. Татары, по свидетельству партизан, не щадили себя в боях. Почти все перешедшие к партизанам татары погибли в сражениях с карателями: к декабрю 1943 г. их оставались считанные единицы.
Значение восстания 825-го батальона было огромным. Ни до, ни после не было случаев, чтобы воинская часть, уничтожив немецких офицеров, перешла бы на сторону партизан. Оставшиеся татарские батальоны также были признаны крайне ненадёжными в отличие от тех же казацких или грузинских батальонов. Следующий, 826-й батальон был спешно отведён из зоны боевых действий в тыл. Десятки татарских легионеров из других батальонов ушли к партизанам. Переведённые во Францию легионеры также продолжали бежать к французским партизанам-маки.
Восстание 825-го батальона подтолкнуло легионеров других батальонов к переходу к партизанам. Восточные легионы стали терять боеспособность, их личный состав разлагался под действием пропаганды партизан. Немцы были вынуждены перебросить легионы с Восточного фронта на Западный, где легионеры сражались с югославскими и французскими повстанцами и с американскими союзниками, высадившимися в 1944 году в Нормандии.

## Память
В деревне Бабиничи Витебского района возле школы стоит небольшой обелиск, под которым похоронен неизвестный солдат из 825-го батальона. Надпись на нём сообщает:
Здесь в годы войны, летом 1943 года, погиб партизан при выполнении боевого задания
10 ноября 2009 года в Витебской области  Республики Беларусь был торжественно открыт памятный знак татарам, погибшим в Великую Отечественную войну. Памятник был открыт на том самом месте, где 825-й батальон перешёл на сторону партизан. На торжественном митинге открытия памятника присутствовали руководители Витебской области  (в т.ч. заместитель Витебского облисполкома Владимир Новицкий) и Республики Татарстан (в т.ч. Первый вице-премьер Равиль Муратов). Автор памятника — белорусский скульптор Азат Торосян.